# إبراهيم القطيفي
الشيخ إبراهيم بن سليمان القطيفي (يوم ولادته غير مُؤرّخ - 950 هـ). هو رجل دين وفقيه شيعي قطيفي، وقد انتقل من وطنه القطيف إلى النجف وعاش فيها، ثم انتقل إلى الحلة حتى توفي بها. وقد عاصر علي الكركي اللبناني الأصل الذي تقلّد المناصب الدينية العُليا في الدولة الصفوية، وكان القطيفي معارضاً للكركي في كثير من المباحث، هذا بالرغم من أن القطيفي ممن يروي عن الكركي، وقد حكى يوسف البحراني أنه رأى في كلام القطيفي في بعض كتبه ما يدلّ على القدح في الكركي ونسبته إلى الجهل.
وهو محل توثيق من ترجموا له - وإن اعترضوا عليه في أمور عديدة -؛ كيوسف البحراني،(1) وعلي البلادي صاحب أنوار البدرين.(2)

## تلامذته
- شرف الدين التستري.[4][5]
- نعمة الله الحلي.[4][5]

## مؤلفاته
| - الرسالة الحائرية في تحقيق المسألة السفرية. - الفرقة الناجية. - السراج الوهاج في رد قاطعة اللجاج. - نفحات الفوائد ومفردات الزوائد. - رسالة في شرح عدد محرمات الذبيحة. - الرسالة الصومية. | - شرح الألفية. شرحٌ على كتاب الألفية في فقه الصلاة اليومية لشمس الدين أبو عبد الله محمد بن جمال الدين مكي العاملي. - شرح أسماء الله الحسنى. - إجازة الأمير معز الدين محمد بن تقي الدين الحسيني الأصفهاني. - الرشاد في شرح الإرشاد. - النجفية في مسائل العبادات الشرعية. |

## الهوامش
- 1 - قال عنه يوسف البحراني ضمن ترجمته له في لؤلؤته ما نصّه: ”هو فاضل ورع قد روى عنه جملة من الأفاضل“.[2] ولكنه مع ذا يُخطِّئ القطيفي، فيقول عن ردوده على الكركي: ”وفي الجميع ما أصاب ولا وافق الصواب، وقد حقّقنا جميع ذلك بما لا مزيد عليه في كتاب الحدائق الناضرة وفي رسالة كشف القناع عن صريح الدليل في الرد على من قال في الرضاع بالتنزيل“.[9]

- 2 - قال عنه علي البلادي صاحب أنوار البدرين في ترجمته له في أنواره ما نصّه: ”العالم العامل المشهور الشيخ إبراهيم بن سليمان القطيفي الغروي صاحب المصنفات الكثيرة“، وقال كذلك في نفس الموضع: ”وقطن في النجف وكان أكبر علمائها“.[3]

### كتب
- أنوار البدرين ومطلّع النيرين في تراجم علماء القطيف والأحساء والبحرين. علي البلادي، طبع النجف - العراق، 1377 هـ، منشورات مطبعة النعمان.
- لؤلؤة البحرين في الإجازة لقرتي العينين. يوسف البحراني، طبع البحرين، 2008 - 1429 هـ، منشورات مكتبة فخراوي.
- معجم المؤلفين. عمر كحالة، طبع بيروت - لبنان، تاريخ الطبع مفقود، منشورات إحياء التراث العربي.

### إشارات مرجعية
1. 1 2 3 4 5 6 7  
كحالة، عمر. معجم المؤلفين - ج1. ص. 36. مؤرشف من الأصل في 2019-12-09.
2. 1 2 3  
البحراني، يوسف. لؤلؤة البحرين في الإجازة لقُرّتي العينين. ص. 155.
3. 1 2 3  
البلادي، علي. أنوار البدرين ومطلع النيّرين في تراجم علماء القطيف والأحساء والبحرين. ص. 282. مؤرشف من الأصل في 2019-01-18.
4. 1 2  
البحراني، يوسف. لؤلؤة البحرين في الإجازة لقُرّتي العينين. ص. 160.
5. 1 2  
البلادي، علي. أنوار البدرين ومطلع النيّرين في تراجم علماء القطيف والأحساء والبحرين. ص. 288. مؤرشف من الأصل في 2019-01-18.
6. ↑  
البلادي، علي. أنوار البدرين ومطلع النيّرين في تراجم علماء القطيف والأحساء والبحرين. ص. 284. مؤرشف من الأصل في 2014-09-08.
7. 1 2 3 4 5 6 7  
البحراني، يوسف. لؤلؤة البحرين في الإجازة لقُرّتي العينين. ص. 159.
8. ↑  
البلادي، علي. أنوار البدرين ومطلع النيّرين في تراجم علماء القطيف والأحساء والبحرين. ص. 287. مؤرشف من الأصل في 2019-12-09.
9. ↑  
البحراني، يوسف. لؤلؤة البحرين في الإجازة لقُرّتي العينين. ص. 156.